# Plusproducto
El plusproducto (en alemán: Mehrprodukt) es un concepto de la economía marxista que designa la parte de la producción creada por los trabajadores que, sobrepasando sus necesidades materiales, es apropiada por los capitalistas, con el objetivo último de convertirla en plusvalor.
El concepto fue teorizado por Karl Marx en su crítica de la economía política. A grandes rasgos, son los bienes adicionales producidos por encima de la cantidad necesaria para que una comunidad de trabajadores sobreviva a su nivel de vida actual. Marx comenzó a elaborar su idea del producto excedente en sus notas de 1844 sobre Elementos de economía política de James Mill.
Las nociones de "producto excedente" se han utilizado en el pensamiento económico y el comercio durante mucho tiempo (especialmente por los fisiócratas), pero en El capital, Teorías sobre la plusvalía y los Grundrisse, Marx le dio al concepto un lugar central en su interpretación de la historia económica. Hoy en día, el concepto se utiliza principalmente en la economía marxista, la antropología política, la antropología cultural y la antropología económica.

## Economía clásica
En Teorías sobre la plusvalía, Marx dice que en economía clásica el "excedente" se refería a un exceso de la renta bruta sobre el costo, lo que implicaba que el valor de los bienes vendidos era mayor que el valor de los costos involucrados en producirlos o suministrarlos. Así era como se podía "ganar dinero". El superávit representaba una adición neta al stock de riqueza. Una cuestión teórica central consistía entonces en explicar los tipos de influencias sobre el tamaño del superávit, o cómo se originaba el superávit, ya que eso tenía importantes consecuencias para los fondos disponibles para la reinversión, los gravámenes fiscales, la riqueza de las naciones y (especialmente) el crecimiento económico.
En teoría, se trataba de una cuestión confusa, porque a veces parecía que un excedente surgía de un hábil comercio de activos ya existentes, mientras que otras veces parecía que el excedente surgía porque se añadía un nuevo valor a la producción. En otras palabras, un superávit podía formarse de diferentes maneras, y uno podía enriquecerse a expensas de otra persona, o creando más riqueza de la que había antes, o mediante una mezcla de ambos. Esto planteó el difícil problema de cómo, entonces, se podría concebir un sistema de ingresos y gastos brutos y netos para estimar sólo el valor de la nueva riqueza adicional creada por un país. Durante siglos, hubo poco acuerdo al respecto, porque los economistas rivales tenían cada uno su propia teoría sobre las verdaderas fuentes de la creación de riqueza incluso si podían estar de acuerdo en que el valor de la producción debía ser igual a la suma de los nuevos ingresos que generaba para los productores.
La economía política fue considerada originalmente como una "ciencia moral", que surgió de las ambigüedades morales y jurídicas de los propios procesos comerciales. Era analíticamente difícil pasar de los ingresos de los individuos, cuya fuente inmediata era bastante obvia, a una consideración de los ingresos de los grupos, las clases sociales y las naciones. De alguna manera, había que idear un "sistema de agentes intermediarios" que mostraran las ventas y compras agregadas, los costos y los ingresos, pero la forma exacta en que se constituyó ese sistema podía diferir mucho, dependiendo de "desde el punto de vista" de las transacciones. La escuela fisiocrática, por ejemplo, creía que toda la riqueza provenía de la tierra, y su sistema de contabilidad social estaba diseñado para mostrar esto claramente.

## Definición de Marx
En El capital y en otros escritos, Marx divide el nuevo "producto social" de la población trabajadora (el flujo de la producción total de nuevos productos de la sociedad en un intervalo de tiempo definido) en el producto necesario y el producto excedente. Desde el punto de vista económico, el producto "necesario" se refiere a la producción de productos y servicios necesarios para mantener a una población de trabajadores y a sus dependientes en el nivel de vida prevaleciente (en la práctica, su costo total de reproducción). El producto "excedente" es todo lo que se produce en exceso de lo necesario. Desde el punto de vista social, esta división del producto social refleja las reivindicaciones respectivas que la clase trabajadora y la clase dominante hacen sobre la nueva riqueza creada.
Sin embargo, en sentido estricto, una distinción tan abstracta y general es una simplificación, al menos por tres razones.
- Por lo general, una sociedad también debe mantener una fracción del nuevo producto social en reserva en cualquier momento. Estas reservas (a veces llamadas "reservas estratégicas"), por definición, no suelen estar disponibles para su distribución inmediata, pero se almacenan de alguna manera, pero son una condición necesaria para la supervivencia a largo plazo. Dichas reservas deben mantenerse, incluso si no se produce ningún otro exceso a las necesidades inmediatas y, por lo tanto, pueden considerarse un costo de reproducción permanente, considerado en un intervalo de tiempo más largo, en lugar de como un verdadero excedente.
- Un factor adicional que complica la situación es el crecimiento de la población, ya que una población en crecimiento significa que se debe producir "más producto" únicamente para asegurar la supervivencia de esa población. En las sociedades primitivas, la producción insuficiente sólo significa que la gente morirá, pero en las sociedades complejas, "producir más" continuamente es físicamente necesario para sostener a una población creciente (esto es admitido por Marx en El Capital, tomo III, capítulo 48, donde escribe: "Se requiere una cantidad definida de trabajo excedente como seguro contra los accidentes, y por la necesaria y progresiva expansión del proceso de reproducción de acuerdo con el desarrollo de las necesidades y el crecimiento de la población, lo que se llama acumulación desde el punto de vista del capitalista").
- En cualquier momento, una fracción de la población adulta en edad de trabajar no trabaja en absoluto, sin embargo, estas personas también deben ser sostenidas de alguna manera. En la medida en que no dependan directamente de los productores del producto necesario para su mantenimiento, deben ser sostenidos con recursos comunales o estatales, o por algún otro medio.

El concepto de producto excedente social parece muy simple y directo a primera vista, pero para los científicos sociales es en realidad un concepto bastante complejo. Muchas de las complejidades se revelan cuando se trata de medir el producto excedente de una comunidad económica dada.

## Uso
Al producir, las personas deben mantener continuamente sus activos, reemplazar activos y consumir cosas, pero también pueden crear más allá de esos requisitos, suponiendo una productividad suficiente del trabajo. 
Este producto excedente social puede ser:
- destruido o desperdiciado
- mantenidos en reserva, o acumulados
- consumido
- comerciado o transferido de otro modo a o desde otros
- reinvertido[11]

Así, por poner un ejemplo sencillo, las semillas sobrantes podían dejarse pudrir, almacenarse, comerse, intercambiarse por otros productos o sembrarse en nuevos campos. Pero si, por ejemplo, 90 personas poseen 5 sacos de grano, y 10 personas poseen 100 sacos de grano, sería físicamente imposible que esas 10 personas usaran todo ese grano por sí mismas, lo más probable es que comercien con ese grano o empleen a otras personas para cultivarlo. Dado que 5 sacos de grano son insuficientes para 90 personas, es probable que las 90 personas estén dispuestas a trabajar para las 10 personas que poseen más grano del que pueden consumir, con el fin de obtener algo de grano extra.

### Crecimiento económico
Si el producto excedente simplemente se mantiene en reserva, se desperdicia o se consume, no se produce crecimiento económico (ni reproducción económica ampliada). Sólo cuando el excedente se comercializa y/o se reinvierte es posible aumentar la escala de producción. Durante la mayor parte de la historia de la civilización urbana, el exceso de alimentos fue la base principal del producto excedente, ya sea apropiado a través del comercio, el tributo, los impuestos o algún otro método.

### Excedente de mano de obra
En el marxismo, la existencia de un "producto excedente" normalmente supone la capacidad de realizar trabajo excedente, es decir, trabajo adicional más allá del que es necesario para mantener a los productores directos y a sus familiares dependientes en el nivel de vida existente. En El Capital, Vol. 1, capítulo 9, sección 4, Marx define el plusproducto capitalista exclusivamente en términos de la relación entre el valor del trabajo necesario y el plustrabajo; En un momento dado, este producto excedente se aloja simultáneamente en dinero, mercancías (bienes) y derechos sobre servicios laborales y, por lo tanto, no es simplemente un producto excedente "físico" (una reserva de bienes adicionales).

### Economía de tiempo
En opinión de Marx, tal como lo expresa en los Grundrisse, toda economización se reduce a la economía del tiempo de trabajo humano. Cuanto mayor es la productividad humana, más tiempo hay, potencialmente, para producir más de lo que es necesario para simplemente reproducir la población. Alternativamente, ese tiempo extra se puede dedicar al ocio, pero quién obtiene el ocio y quién hace el trabajo extra suele estar fuertemente influenciado por el poder prevaleciente y las relaciones morales, no solo económicas.

### Necesidades humanas
El corolario del aumento de la riqueza en la sociedad, con el aumento de la productividad, es que las necesidades y los deseos humanos se expanden. Así, a medida que aumenta el producto excedente, también aumenta el producto necesario por persona, lo que suele significar un aumento del nivel de vida. En este contexto, Marx distingue entre los requisitos físicos mínimos para el mantenimiento de la vida humana y un componente histórico-moral de los ingresos del trabajo.
Sin embargo, esta distinción es algo engañosa, por varias razones.
- Al menos en las sociedades más complejas, los costos mínimos de vida implican servicios sociales y de infraestructura, que también incurren en costos, y que no son opcionales desde el punto de vista de la supervivencia.[15]
- No es tan fácil definir qué bienes pueden considerarse "lujos". Por ejemplo, tener un coche en propiedad puede considerarse un lujo, pero si ser propietario de un coche es indispensable para ir al trabajo y a las tiendas, es una necesidad.
- Michael Hudson señala que en los Estados Unidos modernos, los hogares gastan solo alrededor de una cuarta parte de sus ingresos en la compra directa de bienes de consumo y servicios de consumo. Todo el resto se gasta en pagos de intereses, alquileres, impuestos, préstamos, provisiones para la jubilación y pagos de seguros.[16] Algunos de estos pagos financieros podrían considerarse "moral-históricos", pero algunos de ellos son un requisito físico, ya que sin ellos, las personas podrían morir (por ejemplo, porque no pueden obtener atención médica o no tienen refugio).

## Interpretación marxista del origen histórico
Durante la mayor parte de la prehistoria humana, argumentaron escritores marxistas como Ernest Mandel y V. Gordon Childe, no existió ningún producto excedente económico de ningún tipo, excepto excedentes muy pequeños o incidentales.
Las principales razones fueron:
- que faltaban técnicas para almacenar, conservar y empaquetar los excedentes de forma segura en grandes cantidades o transportarlos de manera confiable en grandes cantidades a una distancia significativa;
- La productividad del trabajo no era suficiente para crear mucho más de lo que podía ser consumido por una pequeña tribu;
- Las primeras sociedades tribales no estaban orientadas en su mayoría a producir más de lo que realmente podían usar por sí mismas, y mucho menos a maximizar su producción de producción. Así, por ejemplo, el antropólogo Marshall Sahlins estimó que la utilización por parte de las tribus de la "capacidad de carga" de su hábitat oscilaba entre el 7% entre los kuikuro de la cuenca del Amazonas y el 75% entre los lala de Zambia.[18]
- Por lo general, los diferentes grupos de personas no dependían del comercio para su supervivencia, y la cantidad total de actividad comercial en la sociedad seguía siendo proporcionalmente pequeña.

La formación de los primeros excedentes permanentes se asocia a los grupos tribales que están más o menos asentados en un territorio, y almacenan alimentos. Una vez que existen algunas reservas y excedentes, las tribus pueden diversificar su producción, y los miembros pueden especializarse en la producción de herramientas, armas, recipientes y adornos. Los hallazgos arqueológicos modernos muestran que este desarrollo en realidad comenzó en las sociedades más complejas de cazadores-recolectores (forrajeros). La formación de un producto excedente fiable hace posible una primera división técnica o económica del trabajo en la que los productores intercambian sus productos. Además, un producto excedente seguro hace posible el crecimiento de la población, es decir, menos hambruna, infanticidio o abandono de ancianos o enfermos. Por último, crea la base material para una jerarquía social, en la que los que están en la cima de la jerarquía poseen bienes de prestigio a los que los plebeyos no tienen acceso.

### Revolución neolítica
El primer "despegue" real en términos de excedentes, crecimiento económico y crecimiento de la población probablemente ocurrió durante lo que V. Gordon Childe llamó la Revolución Neolítica, es decir, el comienzo del uso generalizado de la agricultura, desde hace unos 12.000 a 10.000 años en adelante, momento en el que se estima que la población mundial estaba entre 1 y 10 millones.
 

El arqueólogo Geoffrey Dimbleby comenta:
"Se ha calculado que si el hombre nunca hubiera progresado más allá de la etapa de caza y recolección de alimentos, la población máxima que la superficie del mundo podría soportar en un momento dado sería de 20 a 30 millones de personas". 

### Finanzas básicas y finanzas
En lo que respecta a la extracción de un excedente de la población trabajadora (ya sea como un impuesto, un tributo, una renta o algún otro método), los antropólogos y arqueólogos modernos distinguen entre "finanzas básicas" y "finanzas de la riqueza". Ya no les gusta el término "producto excedente", debido a sus connotaciones marxistas y controversias definitorias, pero se reduce a lo mismo.
- En el caso de las finanzas básicas, los hogares ordinarios suministran productos de primera necesidad (a menudo productos alimenticios y, a veces, artículos artesanales estándar) como pago al centro político o al propietario. Se trata de un simple "pago en especie". La élite gobernante es propietaria de la tierra y recibe partes de los alimentos producidos por los plebeyos a cambio de derechos de uso. Es un sistema simple, aunque crea problemas logísticos de almacenamiento físico y transporte, así como la necesidad de proteger las tiendas, de ser asaltadas y de peligros ambientales.
- En el caso de la financiación de la riqueza, los plebeyos no suministran productos de primera necesidad, sino objetos de valor (objetos de riqueza o bienes de prestigio) o monedas que son más o menos libremente convertibles en el intercambio de bienes. Por lo general, las monedas se encuentran en sociedades organizadas por el Estado; Los grandes Estados utilizan invariablemente sistemas monetarios para la tributación y el pago. Los objetos de valor y las monedas son mucho más portátiles, fácilmente centralizados y no pierden valor por deterioro. La desventaja es que no se pueden consumir directamente; Tienen que ser intercambiados en los mercados por bienes de consumo. Por lo tanto, si los mercados se ven perturbados por alguna razón, los objetos de riqueza y las monedas pierden repentinamente su valor.

El sistema de extracción de excedentes también podría ser una mezcla de finanzas básicas y finanzas de riqueza. El uso del término "finanzas" para la apropiación de un excedente es tan problemático como el término "producto excedente". Los comuneros obligados a pagar un gravamen, impuesto o tributo a los terratenientes, so pena de prisión o muerte, obviamente no están haciendo una "inversión" por la que obtienen un beneficio, sino que se ven obligados a pagar el costo de usar un pedazo de tierra que no les pertenece.
El aumento de la división económica del trabajo está estrechamente asociado con el crecimiento del comercio y va de la mano con una creciente división social del trabajo. Como dice Ashley Montagu, "el trueque, el comercio y el comercio dependen en gran medida de los excedentes intercambiables de una sociedad". Un grupo de la sociedad utiliza su posición en la sociedad (por ejemplo, la gestión de las reservas, el liderazgo militar, la autoridad religiosa, etcétera) para obtener el control sobre el producto excedente social; A medida que las personas de este grupo de élite afirman su poder social, todos los demás se ven obligados a dejarles el control sobre el producto excedente. Aunque existe una considerable controversia y especulación entre los arqueólogos sobre cómo exactamente estos primeros gobernantes llegaron al poder (a menudo debido a la falta de registros escritos), hay buena evidencia que sugiere que el proceso ocurre, particularmente en comunidades tribales o clanes que crecen en tamaño más allá de 1.500 personas más o menos. 
A partir de ese momento, el plusproducto se forma dentro de una relación de clase, en la que la explotación del plustrabajo se combina con la resistencia activa o pasiva a esa explotación.

### El estado
Para mantener el orden social e imponer una moralidad básica entre una población creciente, surge un aparato estatal centralizado con soldados y funcionarios, como un grupo distinto en la sociedad que se subsidia con el producto excedente, a través de impuestos, tributos, rentas y confiscaciones (incluido el botín de guerra). Debido a que la élite gobernante controla la producción y distribución del producto excedente, también controla el Estado. A su vez, esto da lugar a una ideología moral o religiosa que justifica las posiciones superiores e inferiores en la división del trabajo, y explica por qué algunas personas tienen naturalmente derecho a apropiarse de más recursos que otras. El arqueólogo Chris Scarre comenta:
"Ha habido cierto debate sobre si los Estados deben ser considerados instituciones benéficas, que operan para el bien de todos, o si son esencialmente explotadores, con élites gobernantes que obtienen riqueza y poder a expensas de la mayoría. Para la mayoría de los ejemplos documentados, esto último parece estar más cerca de la realidad. Sin embargo, en términos de escala, sólo con el beneficio del control estatal centralizado se puede integrar y apoyar a grandes poblaciones; el colapso de los estados... es inevitablemente seguido por la disminución de la población". 
El arqueólogo Bruce G. Trigger comenta:
"Parece que, independientemente del régimen agrícola seguido, entre el 70 y el 90 por ciento de la mano de obra en las primeras civilizaciones se dedicaba, por necesidad, a la producción de alimentos. Esto significa que todas las primeras civilizaciones tuvieron que seguir siendo predominantemente agrícolas. También significa que los recursos excedentes disponibles para las clases altas nunca fueron grandes en relación con la producción total y tuvieron que ser utilizados con cuidado. Debido a esto, las estrategias para aumentar los ingresos tenían que ser principalmente políticas: aumentar el número de agricultores controlados, crear situaciones en las que los grupos gobernantes compartían los recursos disponibles de manera más desproporcionada según el rango, o persuadir a los agricultores para que entregaran cantidades marginalmente mayores de producción excedente sin aumentar el costo de los mecanismos necesarios para garantizar el control social. 
Dada la baja productividad del trabajo de las sociedades agrarias, en el mundo antiguo se necesitaba una cantidad proporcionalmente grande de trabajo (excedente) para producir una cantidad relativamente pequeña de excedente físico.

El arqueólogo Brian M. Fagan comenta:
"La combinación de la productividad económica, el control sobre las fuentes y la distribución de alimentos y riqueza, el desarrollo y mantenimiento del sistema social estratificado y su ideología, y la capacidad de mantener el control por la fuerza fue el ingrediente vital de los primeros estados". 
Según Gil Stein, las primeras organizaciones estatales conocidas surgieron en Mesopotamia (3700 a. C.), Egipto (3300 a. C.), el valle del Indo (2500 a. C.) y China (1400 a. C.). En varias partes del mundo, por ejemplo, África y Australasia, las sociedades tribales y los cacicazgos persistieron durante mucho más tiempo antes de que se produjera la formación del Estado. Muchos estados modernos se originaron a partir del colonialismo. Por ejemplo, el imperio británico en su mayor parte contenía una cuarta parte de la población mundial. Muchos de los países colonizados originalmente no tenían un aparato estatal, solo cacicazgos.

## Desigualdad socioeconómica entre las personas
El tamaño del producto excedente, basado en un cierto nivel de productividad, tiene implicaciones sobre cómo se puede distribuir. Sencillamente, si no hay suficiente para todos, no se puede compartir por igual. Si se producen 10 productos y hay 100 personas, es bastante obvio que no todos pueden consumirlos o utilizarlos; Lo más probable es que algunos obtengan los productos y otros deban prescindir de ellos. Esta es, según Marx y Engels, la razón última de la desigualdad socioeconómica, y la razón por la que, durante miles de años, fracasaron todos los intentos de una sociedad igualitaria. Así escribieron:
"Todas las conquistas de la libertad hasta ahora... se han basado en fuerzas productivas restringidas. La producción que estas fuerzas productivas podían proporcionar era insuficiente para toda la sociedad y sólo hacía posible el desarrollo si algunas personas satisfacían sus necesidades a expensas de otras, y por lo tanto algunas —la minoría— obtenían el monopolio del desarrollo, mientras que otras —la mayoría— debido a la lucha constante por satisfacer sus necesidades más esenciales, estaban por el momento (es decir, hasta el nacimiento de nuevas fuerzas productivas revolucionarias) excluidas de todo desarrollo. Así, hasta ahora, la sociedad se ha desarrollado siempre en el marco de una contradicción: en la antigüedad, la contradicción entre hombres libres y esclavos, en la Edad Media entre la nobleza y los siervos, en los tiempos modernos entre la burguesía y el proletariado. 
Pero sería erróneo inferir simplemente el patrón de desigualdad socioeconómica a partir del tamaño del producto excedente. Eso sería como decir: "La gente es pobre porque es pobre". En cada etapa del desarrollo de la sociedad humana, siempre ha habido diferentes posibilidades para una distribución más equitativa de la riqueza. Cuál de esas posibilidades se ha realizado no es sólo una cuestión de técnica o productividad, sino también de afirmación del poder, la ideología y la moral dentro del sistema prevaleciente de relaciones sociales que rigen la cooperación y la competencia legítimas. La riqueza de unos puede depender de la pobreza de otros.
Cierta escasez es verdaderamente escasez física; Otra escasez es puramente socialmente construida, es decir, las personas están excluidas de la riqueza no por la escasez física, sino por la forma en que funciona el sistema social (el sistema de derechos de propiedad y distribución de la riqueza que tiene). En los tiempos modernos, se han hecho cálculos del tipo de que un impuesto anual del 5,2% sobre las fortunas de los aproximadamente 500 multimillonarios del mundo sería financieramente suficiente para garantizar las necesidades esenciales de toda la población mundial. En términos monetarios, las 1.100 personas más ricas del mundo tienen casi el doble de activos que los 2.500 millones de personas más pobres, que representan el 40% de la población mundial. En su famoso libro El capital en el siglo XXI, Thomas Piketty sugiere que si las tendencias actuales continúan, habrá una concentración de riqueza aún más gigantesca en el futuro.
En ese caso, ya no hay escasez física real con respecto a los bienes que satisfacen las necesidades humanas básicas. Es más una cuestión de voluntad política y organización social para mejorar la suerte de los pobres, o, alternativamente, para que los pobres se organicen para mejorar su suerte.

## En la sociedad capitalista
La categoría de producto excedente es una categoría económica transhistórica, lo que significa que se aplica a cualquier sociedad con una división estable del trabajo y una productividad laboral significativa, independientemente de cómo se produzca exactamente ese producto excedente, en qué consista y cómo se distribuya. Ello depende de las relaciones sociales y de las relaciones de producción propias de una sociedad, en el marco de las cuales se realiza el trabajo excedente. Así, las formas exactas que adopta el producto excedente son específicas del tipo de sociedad que lo crea.

### Dinámica histórica
Si trazamos el crecimiento económico o las tasas de crecimiento de la población en un gráfico desde, por ejemplo, el año cero, obtendríamos una curva tangente, con la curva cerrada ocurriendo en el siglo XIX. En el espacio de 100 años, se produjo un aumento gigantesco de la productividad con nuevas formas de tecnología y cooperación laboral. Este era, según Marx, el aspecto "revolucionario" del modo de producción capitalista, y significaba un aumento muy grande en el producto excedente creado por el trabajo humano. Marx creía que podría ser la base material para una transición al comunismo en el futuro, una forma de sociedad humana en la que todos pudieran vivir a su potencial, porque había suficiente para satisfacer todas las necesidades humanas de todos.

El historiador económico Paul Bairoch comenta:
"... En las sociedades tradicionales, el trabajador agrícola medio producía una cantidad de alimentos sólo entre un 20 y un 30% superior al consumo de su familia. ... Estos porcentajes, este superávit del 20 al 30%, adquieren un significado especial si se tiene en cuenta un factor a menudo omitido en las teorías del desarrollo económico, a saber, las fluctuaciones anuales de los rendimientos agrícolas, que incluso a nivel nacional podrían ascender a un promedio superior al 25%. En consecuencia, las crisis periódicas de subsistencia se hicieron inevitables, crisis mayores o menores en grado, pero que, en el peor de los casos, podían producir un declive en la vida económica y, por lo tanto, en la civilización a la que servía. Por esta razón, mientras la productividad agrícola no hubiera progresado más allá de esa etapa, era prácticamente imposible concebir un progreso continuo en el desarrollo de las civilizaciones, y mucho menos el progreso científico y técnico acelerado que es una característica esencial de los tiempos modernos. Los profundos cambios en el sistema de producción agrícola que precedieron a la revolución industrial pusieron fin a ese particular punto muerto. El consiguiente aumento de la productividad condujo en el espacio de 40 a 60 años a la transición de un superávit medio del orden del 25% a algo más del 50% y más, superando así, por primera vez en la historia de la humanidad, lo que podría llamarse el límite del riesgo de hambruna; En otras palabras, una cosecha realmente mala ya no significaba, como en el pasado, una escasez grave o una hambruna real. La revolución agrícola... preparó el camino para la revolución industrial". 
El historiador económico Roberto Sabatino López agrega que:
"Aunque la mayoría de los granjeros y campesinos producían individualmente muy poco excedente, el excedente agregado de millones de trabajadores agrícolas era fácilmente suficiente para mantener a un gran número de ciudades y fomentar el desarrollo de la industria, el comercio y la banca. Por mucho que admiraran la agricultura y dependieran de ella, los romanos identificaron literalmente la "civilización" con las ciudades (civitates). 

### De producto excedente a plusvalía
Específicos del producto excedente dentro de la sociedad capitalista, como Marx discute en El capital, son estos aspectos principales (entre otros):
- El producto excedente en sí mismo ya no consiste simplemente en excedentes "físicos" o valores de uso tangibles, sino cada vez más en mercancías comercializables o activos convertibles en dinero. Los derechos sobre el producto social se realizan principalmente a través de la compra con dinero, y el producto social en sí mismo puede valorarse en precios monetarios. La economización y el reparto del producto necesario y excedente entre los diferentes usos y entre las diferentes clases sociales se expresa cada vez más también en cantidades de unidades monetarias. El énfasis está en la maximización de la riqueza como tal, basada en cálculos en términos de relaciones de precios abstractas.
- Existe una conexión cada vez más fuerte entre el plusproducto y la plusvalía, de modo que, a medida que el modo de producción capitalista se expande y desplaza otras formas de producción, el plusvalor y el plusproducto se vuelven en gran medida idénticos. En una sociedad puramente capitalista serían completamente idénticos (pero es poco probable que tal sociedad exista alguna vez, excepto en modelos económicos y analogías).
- La capacidad de reclamar la plusvalía creada en la producción a través de la producción de nuevos productos, en forma de ingresos por ganancias, se vuelve muy dependiente de las ventas del mercado y del poder adquisitivo. Si los bienes y servicios no se venden, porque la gente no tiene dinero, el dueño del negocio se queda con excedentes que le son inútiles y que muy probablemente deterioren su valor. Esto crea una necesidad constante de mantener y expandir la demanda del mercado, y un mercado mundial en crecimiento para productos y servicios.
- La competencia entre muchas empresas privadas diferentes ejerce una fuerte compulsión a acumular (invertir) una gran parte del producto excedente para mantener y mejorar su posición en el mercado, en lugar de consumirlo. De lo contrario, los propietarios de negocios quedarían fuera del negocio. Para Marx, esta fue la causa principal detrás del gigantesco aumento del crecimiento económico durante el siglo XIX.
- El corolario del enorme aumento de la productividad física (producción de bienes) es que un componente cada vez mayor del producto social, valorado en precios monetarios, consiste en la producción y el consumo de servicios. Esto conduce a una redefinición de la riqueza: no solo un stock de activos, sino también la capacidad de consumir servicios que mejoran la calidad de vida (nota: muchas actividades llamadas "servicios" suministran productos tangibles).
- La dialéctica de la escasez y el excedente comienza a invertirse gradualmente: el problema de la asignación óptima de los recursos escasos comienza a ceder ante el problema de la asignación óptima de los recursos abundantes. La alta productividad conduce a un exceso de capacidad: se pueden producir más recursos de los que se pueden consumir, principalmente porque falta poder adquisitivo entre las masas. Esto puede dar lugar a prácticas de dumping. Al mismo tiempo, la propiedad de la riqueza se concentra fuertemente, impidiendo que grandes masas de personas posean activos significativos.
- La burguesía como clase dominante es históricamente bastante inusual, porque emerge y existe separadamente del Estado, en lugar de ser el Estado (como muchas clases dominantes anteriores). Las diferentes y competitivas fracciones de la burguesía ordenan a otros (generalmente profesionales de clase media, como abogados y economistas) que gobiernen para ellos como una "clase política" o sistema de gobierno; La burguesía misma se ocupa principalmente de hacer negocios. Normalmente, la clase empresarial se enriquece con los negocios, y no con la imposición de impuestos y tributos (que a menudo se consideraría una estafa de protección criminal, no un comercio válido). El Estado burgués suele carecer de propiedad de una base económica independiente suficiente para autofinanciar sus propias actividades; depende perpetuamente de la imposición de impuestos con el consentimiento de la población y de los préstamos de la burguesía. Con el Estado burgués, los contribuyentes tienen la posibilidad de elegir a sus propios representantes para los cargos estatales, lo que significa que pueden, en principio, influir en el sistema tributario y en el sistema de justicia en general. Esa posibilidad rara vez ha existido en los Estados no capitalistas; Allí, cualquier crítica al Estado significa que el crítico es multado, encarcelado o asesinado. [cita requerida]

Marx creía que, al separar las consideraciones puramente económico-comerciales de las consideraciones jurídico-morales, políticas o religiosas, la sociedad capitalista permitía, por primera vez en la historia, expresar las funciones económicas aplicables a todos los tipos de sociedad en sus formas más puras. En la sociedad precapitalista, "la economía" no existía como una abstracción o realidad separada, como tampoco existía el desempleo masivo a largo plazo (excepto en casos excepcionales, como guerras o desastres naturales). Es sólo cuando el "nexo de efectivo" media la mayor parte de la asignación de recursos, que "la economía" se ve como un dominio separado (el dominio de la actividad comercial), cuantificable por medio de precios monetarios.